# 스와 사키
스와 사키(일본어: 諏訪 さき すわ さき[*], 10월 3일 - )는 다카라즈카 가극단 유키구미 소속 남역 스타이다.
교토부 교토시, 노트르담죠가쿠인 고등학교 출신이다. 키 172cm, 애칭은 "스왓치", "쿳스-"이다.

## 내력
2011년, 다카라즈카 음악학교에 입학하였다
2013년, 다카라즈카 가극단 99기생으로 차석입단. 유키구미 공연 「베르사이유의 장미」로 초무대를 하였다.
2014년, 구미마와리를 거쳐 유키구미에 배속되었다.
2020년, 「ONCE UPON A TIME IN AMERICA」으로 신인공연 첫 주연. 신인공연 최종학년이자, 마지막 찬스인 입단 7년차에 발탁 되었다.

## 인물
어머니는 다카라즈카 OG인 스와 아이 (59기)이다.
어렸을 때는 특별히 다카라즈카를 의식하지 않았지만, 초등학교 6학년 때 본 아란 케이가 연기하는 악역에 감동받아 다카라젠느에 뜻을 두었다.

## 출연 이벤트
- 2019년 7월, 『다카라즈카 파리제 2019』

## 수상이력
- 2020년, 『한큐스미레회 팬지상』 - 신인상